# Sally Forrest
Sally Forrest, nata Katherine Feeney (San Diego, 28 maggio 1928 – Beverly Hills, 15 marzo 2015), è stata un'attrice statunitense.

## Biografia
Lavorò per il cinema e la televisione negli anni quaranta e cinquanta, iniziando la sua carriera come chorus girl nei film musicali della MGM.

## Filmografia

### Cinema

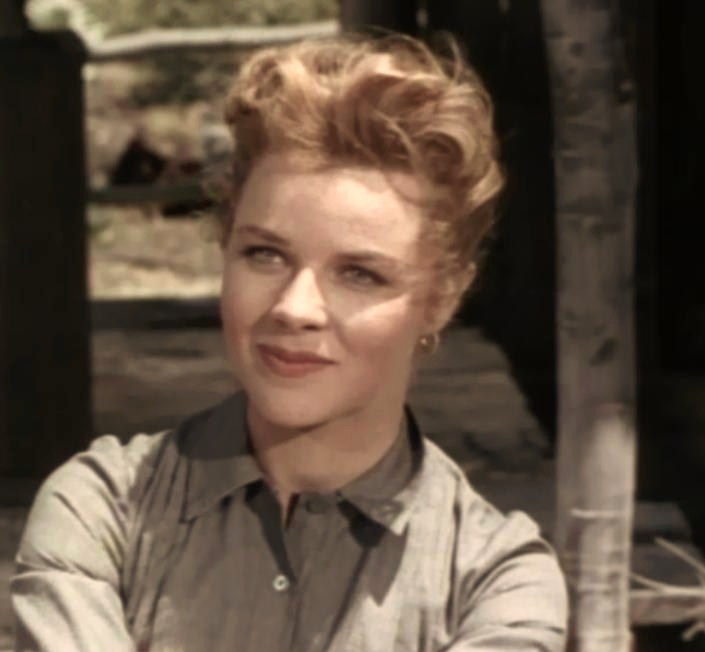
Sally Forrest ne La valle della vendetta

- Nuvole passeggere (Till the Clouds Roll By), regia di Richard Whorf (1946)
- Luna Park, regia di Jack Hively (1948)
- Il bacio del bandito (The Kissing Bandit), regia di László Benedek (1948)
- Facciamo il tifo insieme (Take Me Out to the Ball Game), regia di Busby Berkeley (1949)
- Il sig. Belvedere va in collegio (Mr. Belvedere Goes to College), regia di Elliott Nugent (1949)
- Non abbandonarmi (Not Wanted), regia di Elmer Clifton (1949)
- La mano deforme (Scene of the Crime), regia di Roy Rowland (1949)
- Flame of Youth, regia di R.G. Springsteen (1949)
- Ho incontrato l'amore (Dancing in the Dark), regia di Irving Reis (1949)
- Never Fear, regia di Ida Lupino (1949)
- Il segreto di una donna (Whirlpool), regia di Otto Preminger (1949)
- La strada del mistero (Mystery Street), regia di John Sturges (1950)
- Per noi due il paradiso (My Blue Heaven), regia di Henry Koster (1950)
- La valle della vendetta (Vengeance Valley), regia di Richard Thorpe (1951)
- Hard, Fast and Beautiful, regia di Ida Lupino (1951)
- Largo passo io! (Excuse My Dust), regia di Roy Rowland (1951)
- La donna del gangster (The Strip), regia di László Kardos (1951)
- Bannerline, regia di Don Weis (1951)
- Alan, il conte nero (The Strange Door), regia di Joseph Pevney (1951)
- Prendeteli vivi o morti (Code Two), regia di Fred M. Wilcox (1953)
- Il figlio di Sinbad (Son of Sinbad), regia di Ted Tetzlaff (1955)
- Quando la città dorme (While the City Sleeps), regia di Fritz Lang (1956)

### Televisione
- Screen Directors Playhouse – serie TV, episodio 1x05 (1955)
- Climax! – serie TV, episodi 2x08-2x41-3x31-4x16 (1955-1958)
- Celebrity Playhouse – serie TV, episodio 1x21 (1956)
- Pursuit – serie TV, episodio 1x07 (1958)
- General Electric Theater – serie TV, episodio 9x12 (1960)
- Gli uomini della prateria (Rawhide) – serie TV, episodi 1x04-6x20 (1959-1964)
- Tre nipoti e un maggiordomo (Family Affair) – serie TV, episodio 2x12 (1967)

## Doppiatrici italiane
- Miranda Bonansea in La valle della vendetta
- Renata Marini in Quando la città dorme